# Castello di Solignano
Das Castello di Solignano, auch Castello Pallavicino (Solignano), ist die Ruine einer mittelalterlichen Höhenburg auf einem Hügel in der Nähe des Zentrums von Solignano in der italienischen Region Emilia-Romagna.

## Geschichte
Das Domkapitel von Parma, das das Lehen zusammen mit zahlreichen anderen Territorien 980 von Kaiser des Heiligen Römischen Reiches, Otto II., als Schenkung erhielt, ließ die Burg um das Jahr 1000 erbauen. 1039 überschrieb der Markgraf der Toskana, Bonifatius von Canossa, dem Domkapitel seinen Anteil an San Secondo und erhielt im Tausch dafür in Erbpacht für sich, seine Kinder und Enkel Solignano mit der Burg, der Kapelle darin, allen Dependancen und darüber hinaus zahlreiche Territorien und Dörfer. Vielleicht seine Tochter, Mathilde von Canossa, verlor die Rechte an Solignano zu Zeiten des Investiturstreites.
1249 investierte der Kaiser Friedrich II. den Markgrafen Oberto II. Pallavicino in zahlreiche Lehen der Provinz Parma, darunter auch in Solignano.
1297 verbot die Stadt Parma den Wiederaufbau jeglicher Festung in Solignano durch Oberto Pallavicino oder einen seiner Nachkommen.
1348 erbte Oberto III. Pallavicino von seinem Vater Manfredino nach der Teilung mit seinem Bruder Donnino seinen Anteil an Solignano mit den Dependancen Viatica, Pizzofreddo, Dongula, Fosio, Oriano, Pagazzano, Frescarolo, Roncole, und Busseto, der Hauptstadt des Stato Pallavicino mit den Dependancen Sant’Andrea, Vidalenzo, Spigarolo, Rascarolo und Semoriva. 1360 erhielt Oberto III. Pallavicino vom Kaiser Karl IV. die Bestätigung seiner Investitur in zahlreiche Lehen des Gebietes von Parma, darunter auch in Solignano.
1395 bestätigte der römisch-deutsche König Wenzel Niccolò Palavicino, dem Sohn des Oberto, seine Rechte auf Busseto, Borgo San Donnino, Solignano, Ravarano, Monte Palero, Tabiano, Bargone, Serravalle, Pietramogolana, Parola, Castelvecchio di Soragna und Soragna.
1405 belagerten die Truppen von Ottobuono de’ Terzi die Burg, die Orlando Pallavicino, der leibliche Sohn von Niccolò, innehatte, es gelang ihnen aber nicht, sie in ihren Besitz zu bringen. Während der bitteren Kämpfe wurden die Siedlung und die Kirche halb zerstört.
1441 überzeugte Niccolò Piccinino den Herzog von Mailand, Filippo Maria Visconti, vom Verrat des Orlando Pallavicino und ließ sich beauftragen, den Stato Pallavicino zu erobern. Der Markgraf war gezwungen, zu fliehen, und alle seine Besitzungen wurden vom Herzog von Mailand konfisziert, der 1442 das Lehen Solignano und zahlreiche weitere im Gebiet von Parma dem Condottiere zuwies, darunter auch Miano, Sant’Andrea, Taro, Varano dei Marchesi, Banzola, Visiano, Cella, Tabiano, Monte Manulo, Bargone, Gallinella, Felegara und Monte Palero. 1445, nach dem Tod von Niccolò Piccinino, bestätigten die Viscontis dessen Söhnen die Investitur in Borgo Val di Taro, Solignano, Castell’Arquato, Varano de Marchesi, Costamezzana, Banzola, Cella, Borghetto di Lanzobardone, Fiorenzuola d’Arda, Tabiano, Bargone, Castellina, Cstelvetro, Gallinella und zahlreichen weiteren Burgen.
1448 organisierte Orlando Pallavicino einen Feldzug, um die verlorenen Gebiete zurückzuerobern. Sein Sohn Giovan Ludovico begann mit der Belagerung des Castello di Soligano, das nach der vollständigen Zerstörung der Mauern durch Bombardeneinschläge fiel, und es gelang ihm, fast alle Lehen zurückzuerhalten. 1457, nach dem Tod von Orlando Pallavicino, erbten seine beiden Söhne Oberto und Gianfrancesco Solignano zu gleichen Teilen.
1551, während des Krieges um Parma, vertrieben die Einwohner den Kastellan von Solignano und hielten selbst die Wacht.
Später fiel die Burg, die komplett aufgegeben worden war, den Verfall anheim. Die Markgrafen Pallavicini behielten ihre Feudalrechte in Solignano, bis sie im Jahre 1805 durch das napoleonische Dekret abgeschafft wurden. Die Familie verlor aber nicht die Eigentumsrechte an den allodischen Gütern. Dennoch sind bis heute von der alten Festung, die bereits 1831 eine Ruine war, nur noch einige Reste erhalten.

## Beschreibung
Von der mittelalterlichen Burg sind heute nur noch einige Ruinen auf dem Gipfel des Berges mit Blick über das Tal des Taro erhalten, die halb von Gestrüpp verdeckt sind.